# La mazurka del barone, della santa e del fico fiorone
La mazurka del barone, della santa e del fico fiorone è un film del 1975 diretto da Pupi Avati, con protagonisti Ugo Tognazzi, Delia Boccardo e Paolo Villaggio.

## Trama
Il barone Anteo Pellacani è un uomo cinico, misantropo e anticlericale che fa ritorno al paesino di Bagnacavallo in Romagna per prendere possesso della casa e delle proprietà appena ereditati.
In giardino è situato un albero di fico della specie detta del fico fiorone, sotto al quale nell'anno 726 avvenne lo stupro di una giovane, Girolama Pellacani, che si sacrificò offrendo la sua verginità ai barbari longobardi per salvare le compagne. Da allora quell'albero divenne miracoloso, fino a quando il nobile Anteo, un tempo promettente atleta, cadde dal fico ed ebbe gravi danni ad una gamba, compromettendo irrimediabilmente la propria carriera agonistica. Da allora venne soprannominato "La gambina maledetta". Anteo, divenuto ora proprietario di tutto alla morte del nonno, vuole sfogare il proprio risentimento sull'albero e abbatterlo. In un'occasione spaventa un gruppo di pellegrini che passa per la sua terra sparando loro contro con una mitragliatrice, finché un giorno l'uomo vede sul vecchio fico una figura femminile, che grazie ad una serie di equivoci, crede essere la Santa. Si tratta in realtà di una prostituta che vi si è rifugiata e da quel momento la sua vita cambia drammaticamente.

## Produzione
Il film, pur essendo ambientato a Bagnacavallo, è stato quasi interamente girato nelle province di Bologna e di Ferrara. La villa del barone Pellacani è a Bagno di Piano, tra Calderara di Reno e Castello d'Argile. Il paese attraversato in taxi dal barone appena arrivato è invece Cento, in provincia di Ferrara. La stazione di arrivo non è la vera Bagnacavallo, ma è stata utilizzata quella di Bondeno. Le sequenze iniziali ambientate in Vaticano sono state girate nel palazzo Comunale a Bologna. La balera era a Finale Emilia. Solo le sequenze della Santa bambina furono girate a Manziana, nei pressi di Roma. Le musiche di Amedeo Tommasi furono eseguite e incise dal grande clarinettista Henghel Gualdi.